# Пугинян, Никогойос
Никогайос Пугинян (1834, Тифлис - 1880, Тифлис, Российская империя) — армянский драматург. Окончил медицинский факультет Московского университета и работал в Тифлисе. Участвовал в организации «Армянского театрального комитета» в Тифлисе (1863).
Пугинян – один из известных деятелей армянской бытовой комедии. Материалом его произведений является народная жизнь, армянская среда Тифлиса с ее ярким национальным колоритом и диалектом. В этих пьесах драматург высмеивал вежливость, умственную ограниченность, манию разбогатеть, выражал сочувствие армянским переселенцам. Он адаптировал комедию Мольера «Брак поневоле », которая была поставлена под названием «Куда бы ты ни пошёл, ты должна жениться».